# Kalibakung
Kalibakung is een bestuurslaag in het regentschap Tegal van de provincie Midden-Java, Indonesië. Kalibakung telt 2741 inwoners (volkstelling 2010).